# Le Sacrifice
Pour les articles homonymes, voir Sacrifice (homonymie) et Offret.
Pour plus de détails, voir Fiche technique et Distribution.
Le Sacrifice (Offret) est un drame suédo-franco-britannique écrit et réalisé par Andreï Tarkovski, sorti en 1986. 
Septième et dernier long-métrage du réalisateur, mort le 29 décembre 1986, il est dédié à son fils Andreï « avec espoir et confiance ».
Alors qu'une catastrophe nucléaire mondiale survient lors de l'anniversaire d'un vieux comédien, celui-ci fait le vœu à Dieu de renoncer à ce qu'il a de plus cher si tout redevient comme avant. Son ami et facteur, collectionneur étrange passionné de Nietzsche, enjoint au comédien d'aller passer la nuit avec leur bonne qui est aussi sorcière et réussira à annuler la destruction du monde.

## Synopsis
Alexandre est un ancien comédien célèbre qui vit avec sa famille sur une île au large des côtes suédoises. C'est l'été et pour son anniversaire, il plante un arbre sec au bord de la mer. Son petit garçon de six ans, ne pouvant plus parler à la suite d'une opération du cou, l'accompagne. Alexandre raconte à son fils l'histoire d'un vieil homme qui plante un arbre sec en haut d'une montagne et qui, chaque jour, gravit la montagne pour l'arroser. Un beau jour, l'arbre est couvert de fleurs.
Son ami et facteur Otto arrive et lui remet un télégramme. Il médite sur le nain du Zarathoustra de Nietzsche. Victor, l'ami médecin qui a opéré le petit, arrive. Alexandre raconte à son fils sa pensée sur l'état de la civilisation, l'inanité du progrès scientifique, et l'impuissance à agir des humains.
Pendant que les deux femmes de maison, Julia et Maria, préparent le repas, Victor offre à Alexandre un livre sur les icônes russes. Adélaïde, l'épouse d'Alexandre, comédienne d'origine anglaise, exprime son dépit que son mari ait abandonné sa carrière théâtrale. Otto arrive avec en cadeau une ancienne carte d'Europe, celui-ci est un curieux collectionneur, il recueille tous les objets singuliers qu'il trouve.
Le ciel s'assombrit, la vaisselle se met à vibrer, le sol tremble, les verres tombent, un avion à réaction passe tout près. Les hôtes sont effrayés et stupéfaits. Les programmes de la télévision sont brutalement interrompus pour faire une annonce : une catastrophe nucléaire est en cours, chaque européen a l'ordre de rester où il se trouve. Victor, le médecin, calme l'hystérie d'Adélaïde avec une injection. Le petit garçon dort dans sa chambre, Maria et Otto ont disparu.
Alexandre erre désespéré dans la maison. Il se met à prier et promet de renoncer à tout ce qui lui est cher, de ne plus dire une seule parole, si tout revient à nouveau comme au matin. Otto revient et convainc Alexandre d'aller chez Maria ; il doit coucher avec elle pour que le monde soit sauvé. Alexandre part à vélo et arrive chez Maria. Il exprime la misère de son existence en pleurant. Alors qu'il explique qu'il est sur le point de se tirer une balle dans la tête, Maria vient vers lui, le console et se déshabille.
Lorsqu'il se lève le lendemain, tout semble être revenu comme avant. Après le petit-déjeuner, sa femme, sa fille, Julia et Victor vont faire une promenade. Alexandre se cache pour rester à la maison. Il entasse les chaises en bois de la table à manger, les couvre avec une nappe en tissu et y allume un feu. La maison brûle progressivement avant que le groupe ne revienne. Alors qu'Adelaïde entame une énième hystérie en pleurs, Alexandre est emmené de force dans une ambulance.

Le petit garçon, loin de la scène tragique de l'incendie, arrose l'arbre et parle pour la première fois : 

« Au commencement était le Verbe. Pourquoi, papa ? »

## Fiche technique
- Titre francophone : Le Sacrifice
- Titre original : Offret
- Réalisation et scénario : Andreï Tarkovski
- Direction de la photographie : Sven Nykvist
- Décors : Anna Asp
- Montage : Andreï Tarkovski et Michal Leszczylowski
- Production : Anna-Lena Wibom
- Sociétés de production : Institut suédois du film, Argos Films, Film Four International, Faragó Film, Josephson & Nykvist, Sandrew Film & Teater
- Société de distribution : Sandrew Film & Teater (Suède), Argos Films (France)
- Pays d'origine :  Suède,  France et  Royaume-Uni
- Langues originales : suédois, anglais, français
- Genre : drame
- Durée : 145 minutes
- Dates de sortie :
  - Suède : 9 mai 1986 (sortie nationale)
  - France : 12 mai 1986 (Festival de Cannes 1986), 14 mai 1986 (sortie nationale)

## Distribution
- Erland Josephson : Alexander
- Susan Fleetwood : Adélaïde
- Valérie Mairesse : Julia
- Allan Edwall : Otto
- Tommy Kjellqvist : Gossen
- Gudrún Gísladóttir : Maria
- Sven Wollter : Victor
- Filippa Franzén : Marta
- Per Källman : un ambulancier
- Tommy Nordahl : un ambulancier
- Tintin Anderzon : voix
- Helena Brodin : voix
- Birgit Carlstén : voix
- Jane Friedmann : voix
- Martin Lindström : voix
- Jan-Olof Strandberg : voix

## Production

### Tournage

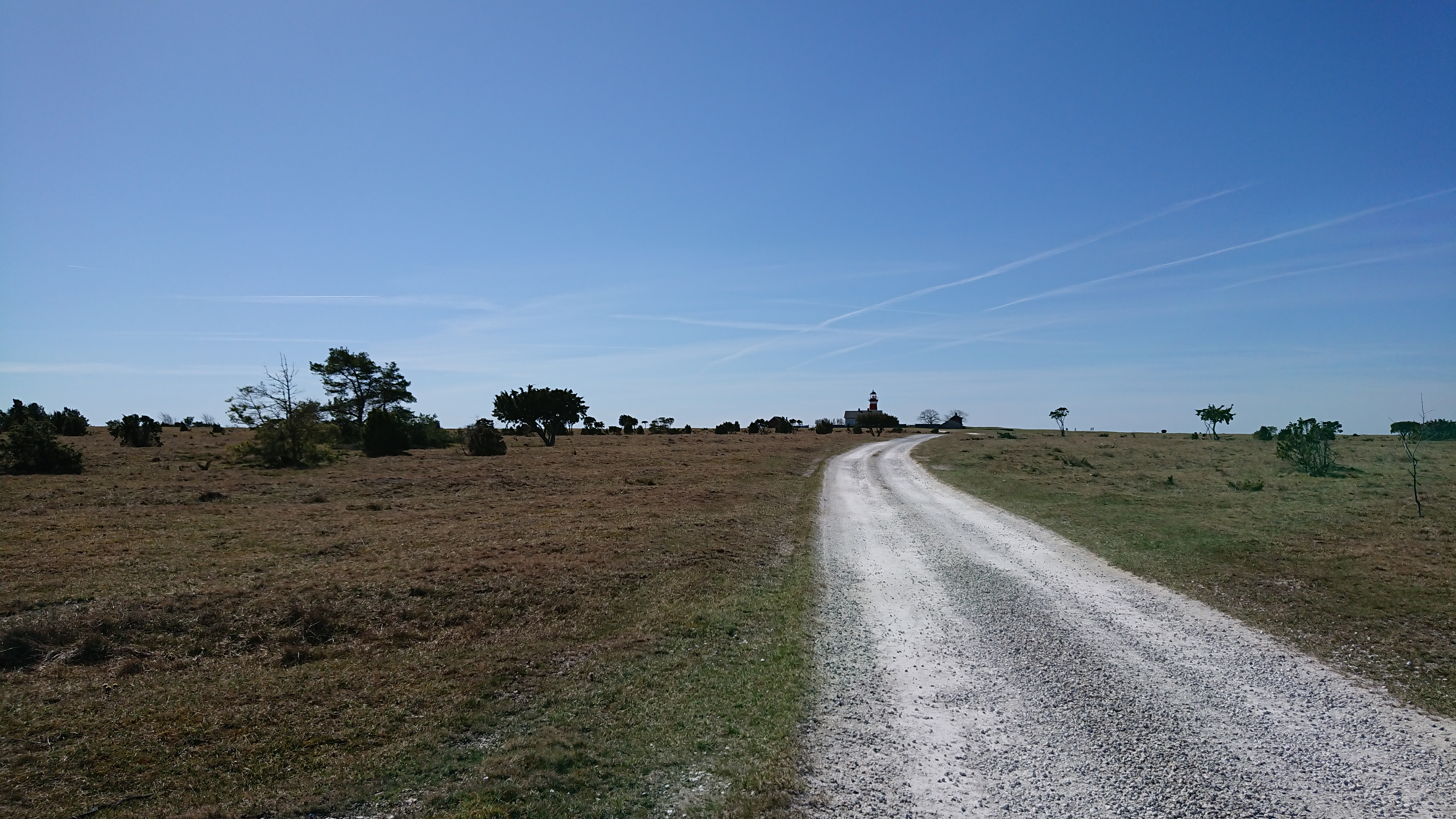
Paysage de Närsholmen, là où a été tourné le film.

Le tournage se déroule à Närsholmen, sur l'île suédoise de Gotland, où Ingmar Bergman a tourné plusieurs de ses films[réf. nécessaire].
La plus grande partie du film a été tournée à l'intérieur et à l'extérieur d'une maison construite spécialement pour la production. Pendant la scène finale, Alexandre brûle sa maison et ses biens. Cette séquence a été filmée dans un plan unique de six minutes et cinquante secondes, souvent tenu à tort pour la plus longue prise du réalisateur, elle a été particulièrement difficile à terminer. Au départ, il n'y a qu'une seule caméra, malgré l'avis contraire du directeur de la photographie Sven Nykvist. La caméra tombe en panne lors de l'incendie de la maison.
Tarkovski insiste pour que la scène ne soit pas un simple montage réalisé à partir des restes du plan endommagé et est alors obligé de faire reconstruire la maison en moins de deux semaines en dépassant la limite initiale du budget du film. La scène est tournée cette fois avec deux caméras sur des rails parallèles[réf. nécessaire].

## Accueil

### Critique
« Une musique, un éclairage, des travellings presque imperceptibles, des personnages qui déambulent lentement et la magie opère. Plus que les autres, ce film de Tarkovski est envoûtant. C'est donc d'abord un film à ressentir, et il suffit de se laisser porter par une mise en scène et des images d'une extrême beauté qui créent à elles seules l'émotion. Bien sûr, les "tarkovskiens" joueront au jeu des références, des correspondances et des symboles : on retrouve dans Le Sacrifice, le goût de Tarkovski pour le rite, pour le fantastique et la science-fiction, son amour de la poésie, son utilisation de la métaphore. Le Sacrifice est, toutefois, l'un de ses films les plus limpides. La quête de Tarkovski y est parfaitement explicite. Elle s'appuie avant tout sur un mysticisme chrétien mais elle est également influencée par la pensée de Gandhi, les spiritualités extrême-orientales ainsi que par un panthéisme slave fondé sur les quatre éléments. Absent de Stalker et de Nostalgie, où dominent la terre et les eaux stagnantes, l'air fait ici son apparition, en même temps que l'eau est devenue vivante. 
Le Sacrifice est un film d'élévation d'où se dégage un sentiment de pureté. La démarche du film est d'ailleurs celle d'une purification, de la vanité du discours à la plénitude du silence et de la méditation. C'est à travers un sacrifice que se fait le passage vers le nécessaire "ressourcement" personnel, à travers une offrande de soi-même. Le Sacrifice est, en effet, aussi un film d'amour dans lequel Tarkovski s'efface, en laissant à son fils le soin de faire renaître la vie. Le dernier plan le montre. Il laisse une impression bouleversante. Celle d'avoir vécu au rythme d'un chef-d'œuvre. »

— G.P., Site du Jury œcuménique

### Récompenses
- 1986[4] :
  - Grand prix du Festival de Cannes
  - Grand prix de la FIPRESCI
  - Prix du jury œcuménique du Festival de Cannes
  - Prix de la meilleure contribution artistique du Festival de Cannes

### Sélection
- Festival de Cannes 1986 : sélection officielle, en compétition

### Entretien
- Entretien avec Tarkovski et autres textes sur Dérives.tv.

### Documentaires
- 1988 : Regi Andrej Tarkovskij de Michal Leszczylowski
- 1999 : Une journée d'Andreï Arsenevitch de Chris Marker